# NGC 3817
NGC 3817 este o infrared source⁠(d) situată în constelația Fecioara. A fost descoperită în 18 ianuarie 1828 de către John Herschel. Se află la o distanță de 89,06 de megaparseci de Pământ.